# 昭和40年台風第15号
昭和40年台風第15号（しょうわ40ねんたいふうだい15ごう、国際名：Jean / ジーン）は、1965年8月に九州に上陸した台風である。

## 概要

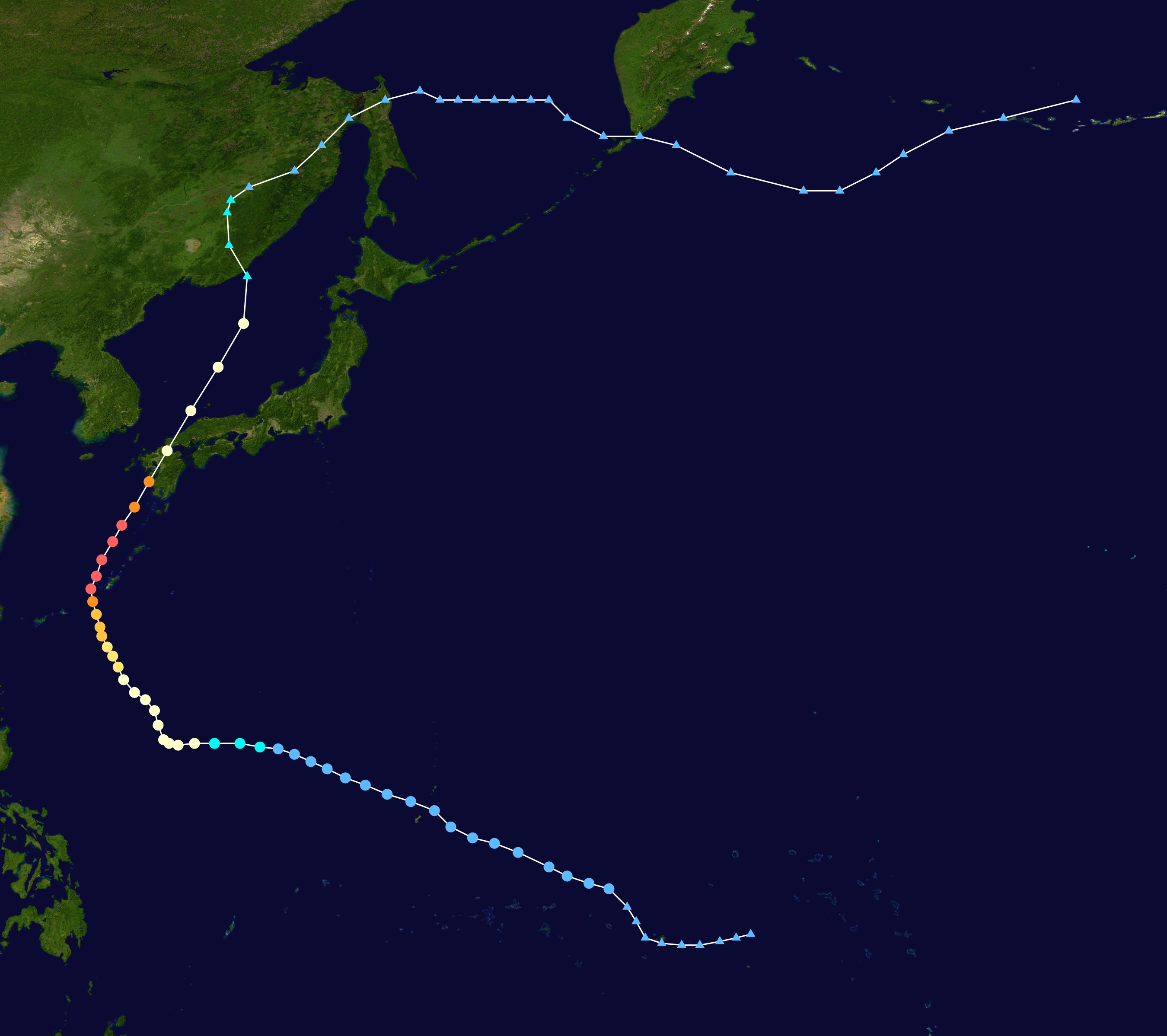
進路図

1965年7月25日に、マーシャル諸島のポナペ島付近で発生した弱い熱帯低気圧が西北西に進み、31日にフィリピンの東の海上で台風15号となった。台風はその後しばらく西進した後、8月1日9時に北北西に進路を変え、3日21時に北に進路を転じた。4日15時には沖縄の西海上に達して中型の強い台風となり、東シナ海を北北東に進んで九州に接近。6日0時から3時にかけて、九州の南西で台風は急速に発達し、中心気圧940mb（hPa）・最大風速50m/sとなった。そして4時11分に、最盛期の勢力（中心気圧940mb）を維持したまま熊本県牛深市付近に上陸した。その後は熊本県・大分県を通過し、周防灘を経て山口県宇部市に再上陸（この時の勢力は中心気圧960mbに衰えていた）。6日12時に日本海へと抜けた。
九州上陸時に観測された中心気圧940mbは、上陸時に観測された台風の中心気圧としては、1951年の統計開始以降で5番目に低いものであった。また、台風の影響で、それまでは太平洋高気圧の張り出しにより降雨がなかった天候が一転し、熊本県を中心に各地で風雨共に強まった。
| 順位     | 名称                               | 国際名   | 中心気圧（hPa） | 上陸日時                        | 上陸地点     |
| -------- | ---------------------------------- | -------- | --------------- | ------------------------------- | ------------ |
| 1        | 第2室戸台風 （昭和36年台風第18号） | Nancy    | 925             | 1961年（昭和36年）9月16日 9時   | 室戸岬西方   |
| 2        | 伊勢湾台風 （昭和34年台風第15号）  | Vera     | 929             | 1959年（昭和34年）9月26日 18時  | 潮岬西方     |
| 3        | 平成5年台風第13号                  | Yancy    | 930             | 1993年（平成5年）9月3日 16時    | 薩摩半島南部 |
| 4        | ルース台風 （昭和26年台風第15号）  | Ruth     | 935             | 1951年（昭和26年）10月14日 19時 | 串木野市付近 |
| 5        | 令和4年台風第14号                  | Nanmadol | 940             | 2022年（令和4年）9月18日 19時   | 鹿児島市付近 |
| 5        | 平成3年台風第19号                  | Mireille | 940             | 1991年（平成3年）9月27日 16時   | 佐世保市南   |
| 5        | 昭和46年台風第23号                 | Trix     | 940             | 1971年（昭和46年）8月29日 23時  | 佐多岬       |
| 5        | 昭和40年台風第23号                 | Shirley  | 940             | 1965年（昭和40年）9月10日 8時   | 安芸市付近   |
| 5        | 昭和40年台風第15号                 | Jean     | 940             | 1965年（昭和40年）8月6日 4時    | 牛深市付近   |
| 5        | 昭和39年台風第20号                 | Wilda    | 940             | 1964年（昭和39年）9月24日 17時  | 佐多岬       |
| 5        | 昭和30年台風第22号                 | Louise   | 940             | 1955年（昭和30年）9月29日 22時  | 薩摩半島     |
| 5        | 昭和29年台風第5号                  | Grace    | 940             | 1954年（昭和29年）8月18日 2時   | 鹿児島県西部 |
| （参考） | 室戸台風                           |          | 911.6           | 1934年（昭和9年）9月21日        | 室戸岬西方   |
| （参考） | 枕崎台風 （昭和20年台風第16号）    | Ida      | 916.3           | 1945年（昭和20年）9月17日       | 枕崎町付近   |

## 被害
この台風の影響により、28人が死亡・368人が重軽傷を負ったほか、58,951棟の住家が損壊し、5,716棟の住家が浸水被害を受けた。
台風による死者は鹿児島県が最多で15人。その中で川内市では、公民館が倒壊して避難していた一家のうち3人が死亡する被害があった。